# Università Hansei
L'Università Hansei (한세대학교?) è un'università di medie dimensioni situata a Gunpo in Corea del Sud. È stata fondata nel 1953 come Seminario Teologico del Vangelo Completo (Full Gospel Theological Seminary) da un'associazione evangelicale.

## Storia
L'università inizialmente ha iniziato la sua missione come il "Seminario Teologico del Vangelo Completo" (Full Gospel Theological College) e ha cambiato il suo nome a "Università Soonshin". Nel 1997, il nome è stato nuovamente cambiato in "Università Hansei".
Il presidente è Kim Sung Hae, i cancellieri è il reverendo David Yonggi Cho.

## Rettori
- David Yonggi Cho